# ألفرد جيمس ليتشنر جونيور
ألفرد جيمس ليتشنر جونيور (بالإنجليزية: Alfred James Lechner, Jr.)‏ هو ضابط وقاضي ومحامي أمريكي، ولد في 1948 في إليزابيث في الولايات المتحدة.